# Xie Zhiyu
Xie Zhiyu, född 24 mars 2000, är en friidrottare från Kina. Han deltog vid olympiska sommarspelen 2024.